# Sankt Georgs kyrka, Lupșa
Sankt Georgs kyrka (rumänska: Biserica „Sf. Gheorghe”), också kallad Stenkyrkan (Biserica din Piatra), är en gammal rumänsk-ortodox kyrkobyggnad belägen i byn Lupșa i länet Alba, i regionen Transsylvanien i Rumänien.
Kyrkan är helgad åt den romerske martyren, soldaten och helgonet Sankt Göran.

## Historik
Sankt Georgs kyrka i Lupșa byggdes år 1421. Vapenhuset och narthexen uppfördes inte förrän i början av 1800-talet och samtidigt byggdes ett klocktorn gjort av trä.
Idag (januari 2011) är kyrkan klassad som ett historiskt monument med koden AB-II-m-A-00248.

## Bilder

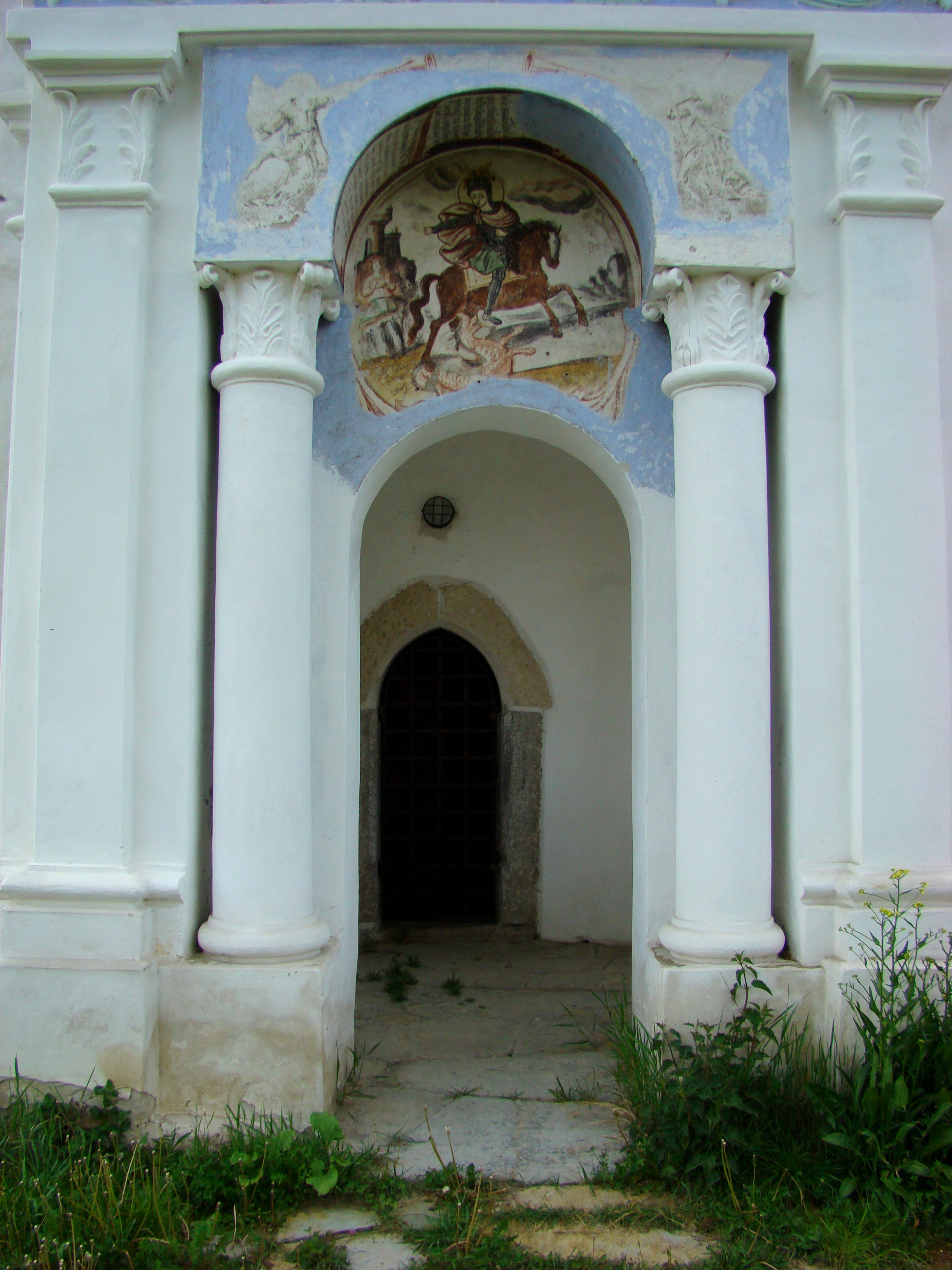
Ingången.
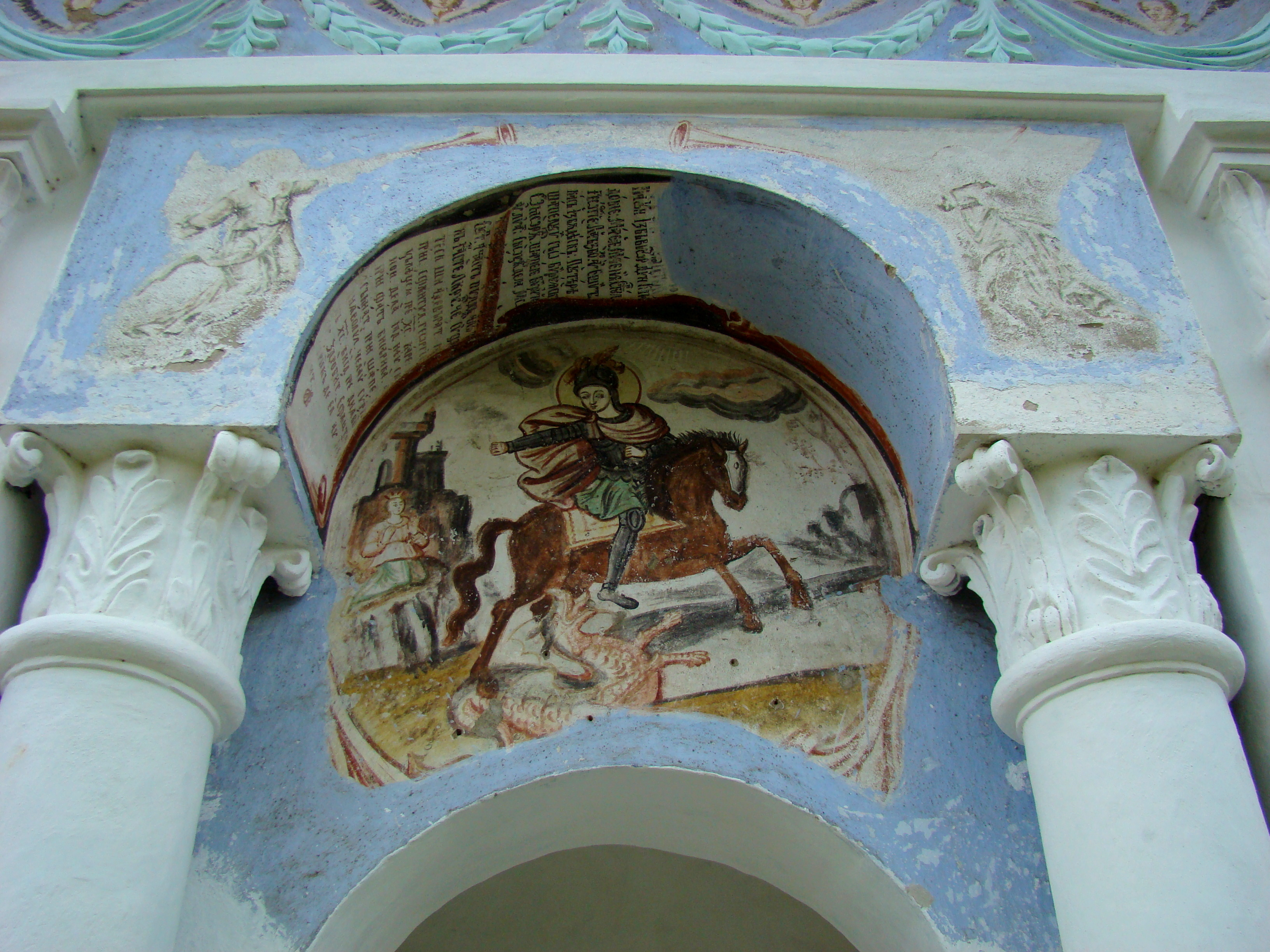
Sankt Göran avbildad ovanför ingången.
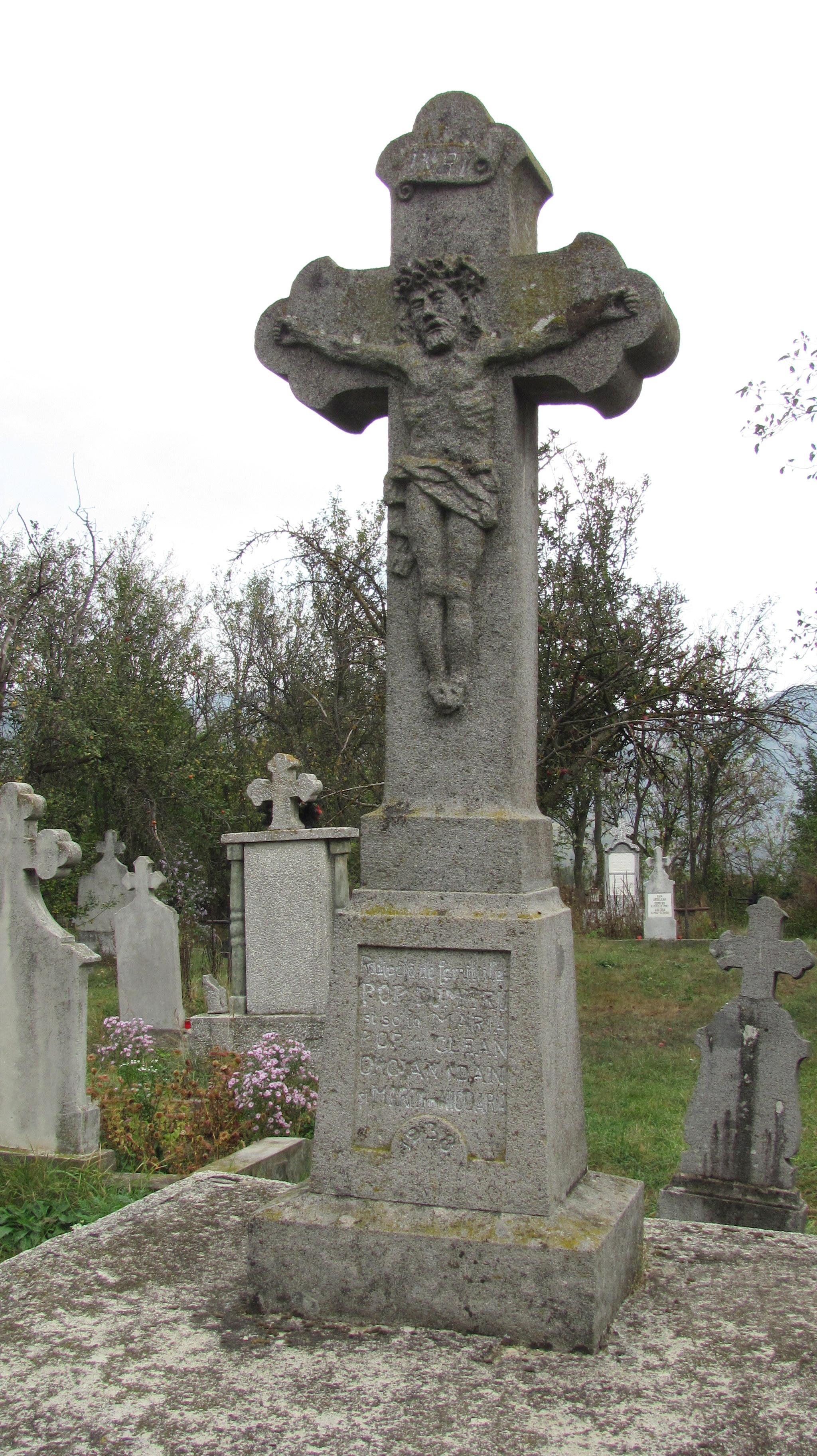
Krucifix och gravar utanför kyrkan.